# Елена Божкова
Елена Божкова е изпълнителка на народни песни от Шопския край.

## Биография и творчество
Родена на 12 януари 1948 г. в с. Ресилово, Дупнишко. Завършила е Техникума по текстил в София. От ранна възраст пее народни песни, но професионалното ѝ израстване като певица започва след постъпването ѝ в Ансамбъла за народни песни на Българското радио и телевизия. Реализира много записи в БНР и БНТ, самостоятелно и в дует с Димитрина Ганчовска и Кера Ранчева.
Носителка е на следните награди:
- Златен медал и грамота (първо място) от Международния радиоконкурс за музика и фолклор в Братислава през 1981 г.,
- Приз от фестивала „Дунаве, плави, Дунаве“ в Нови Сад през 1986 г.;
- Грамота към наградата на Марсел Селие „Грами“ за продуцирането на втория албум "Мистерията на българските гласове през 1990 г. заедно с част от тогавашния състав на женския радио-телевизионен хор, който по време на връчването на наградата е на турне в САЩ.
- почетна грамота и плакет от Министерството на културата през 2004 г. за принос за и развитие и популяризиране на българската култура.

Удостоена с държавното отличие орден „Кирил и Методий“ – втора степен за активна читалищна дейност и работа със самодейни колективи. Участвала е в концерти в най-престижните зали в Европа, Азия и Америка: Royal Festiwal Hall, Kennedy Center с „Мистерията на българските гласове“, Carnegy Hall и др. и е издала аудиокасета и компактдискове. Елена Божкова е почетен член на Дружеството за културен принос към българите в чужбина на Украйна, Молдова и Западните покрайнини, както и на Асоциацията за френско-българско приятелство в гр. Руан, Франция и на Националния съвет за „Живи човешки ресурси“ и Националния съвет по читалищно дело при Министерството на културата.
Завършила е школа за дирижиране в майсторски клас на композитора и диригента Димитър Динев. През 2012 г. завършва висше образование в ЮЗУ „Неофит Рилски“ Благоевград.
Елена Божкова се занимава активно с педагогическа дейност. Богатия си репертоар и любовта към народната песен тя предава на своите ученици и състави (две детски групи в кв. Враждебна – София, женска и мъжка група в кв. Курило – Нови Искър). Възпитаници на Елена Божкова са приети в музикалните училища в Широка лъка, Котел и Плевен: Петя Маринова, Габриела Георгиева, Моника Дамянова, Емилия Боянова, Траян Стефанов. Нейна ученичка е Даринка Джамбазова, която печели конкурса „С песните на Надежда Хвойнева“, а сега вече е солистка на Ансамбъла за народни песни и танци „Филип Кутев“.
Групите на Елена Божкова печелят призовите места в конкурси, фестивали и събори. „Чучулигите“, мъжката и женската група за изворен фолклор имат записи във фонотеката на Българското национално радио, а музикална фирма „Род“ издаде аудиокасети с оригинални песни от репертоара им. Много са и филмите за групите, излъчени по БНТ и всички кабелни телевизии.
„Чучулигите“ звучат в песен на рокгрупа Б.Т.Р., а мъжката група от гр. Нови Искър участва в запис и клип с „Мистерията на българските гласове“.
Елена Божкова е автор на книгите:
- „Обич“ (2000);
- „Майки“ (2001);
- „С пулса на „Мистерията на българските гласове“ (2004);
- „Между Бога и огъня“ (2006)
- „Лютика“ (2012)
- „Дивата музика на шоплука“ (2016)

Най-новото постижение на състава „Чучулигите“, който ръководи Елена Божкова, е наградата „Гранд при“ на Асоциацията за български фолклор „Еврогрейд“ – ООД, която през май тази година организира Младежки фестивал на изкуството – София 2007, България. Групата представи България в Международния фолклорен фестивал в гр. Приморско през август 2007 г. През 2008 г. Елена Божкова започва нов проект с Мария Кауфман – флейта под заглавие „Диви гласове“. Първото им представяне е през пролетта на 2008 в Нови Сад-самостоятелен концерт на кораб, пътуващ по река Дунав от Виена до Белград. С първата от проекта „Оро се вие“ беше озвучен филма на Златина Русева „Севт Безсмъртният. Тайните на един тракийски цар“, който печели 4 международни награди. Следващите години гастролира с успех в Англия, Полша, Хърватска и Узбекистан. След успешни концерти в Австрия, Полша и Испания, Елена Божкова защитава успешно магистърска степен с отличие държавния изпит в ЮЗУ – изпълнителско изкуство и дирижиране на инструментални оркестри и вокални групи.